# Sanctuaire Sainte-Anne de Vinadio
Le sanctuaire Sainte-Anne de Vinadio (en italien : santuario di Sant'Anna) est un sanctuaire catholique qui se trouve sur la commune de Vinadio, dans la province de Coni, Piémont.
C'est un des sanctuaires les plus élevés d'Europe, étant situé à l'altitude de 2 035 mètres. Il est situé le long de la route de Vinadio vers le col de la Lombarde. Il est dédié à saint Joachim et sainte Anne, parents de Marie.

## Histoire
Entre les XIe et XIIe siècles dans les environs de nombreux cols de montagne et à l'initiative de l’Église, on voit surgir des églises et hospices pour aider les voyageurs. Le sanctuaire avait la même origine et a été initialement dédié à la sainte Maria Brasca.
La légende veut que sainte Anne soit apparue à la bergère Anna Bagnis pour indiquer le lieu de construction. Elle serait apparue au rocher de l'Apparition à environ 700 mètres du sanctuaire sur le sentier menant au col Sainte-Anne. Un document de 1307 parle de l'hospice de Sainte Marie de Brasca.
Dans la première moitié du XVe siècle, provenant de l'Église d'Orient, il se répand dans le Piémont une dévotion à sainte Anne, et en 1443, nous trouvons le premier texte se référant à l'église dédiée à Marie, mais pas encore à sa mère Anne.
Au début des années 1500, on y trouve un aumônier fixe, une multitude de gens allant jusqu'à la chapelle à l'occasion de la fête. Il existe alors un service d'hiver avec un gardien-randonneur pour le transport, l'hébergement et des repas aux voyageurs, plus un son de cloche pour guider en cas de tempête et de brouillard.
Dans le même siècle, la cathédrale Sainte-Anne d'Apt, la première église en Europe dédiée à sainte Anne, donne asile aux reliques de la sainte, qui avaient été sauvées des invasions barbares et de la destruction.
Il est alors fait don d'une relique, placée ensuite en 1722 dans le bras de la statue qui est toujours honorée.
En 1681 est inaugurée la nouvelle église de la taille de l'actuelle et avec un plancher levant, posé sur la roche polie par d'anciens glaciers. Quelques décennies plus tard, le premier bâtiment du gardien-randonneur, l'écurie, le fenil et le grenier sont construits, puis dans la seconde moitié du XVIIIe siècle, de nouveaux bâtiments pour abriter les milliers de pèlerins qui montent au sanctuaire.

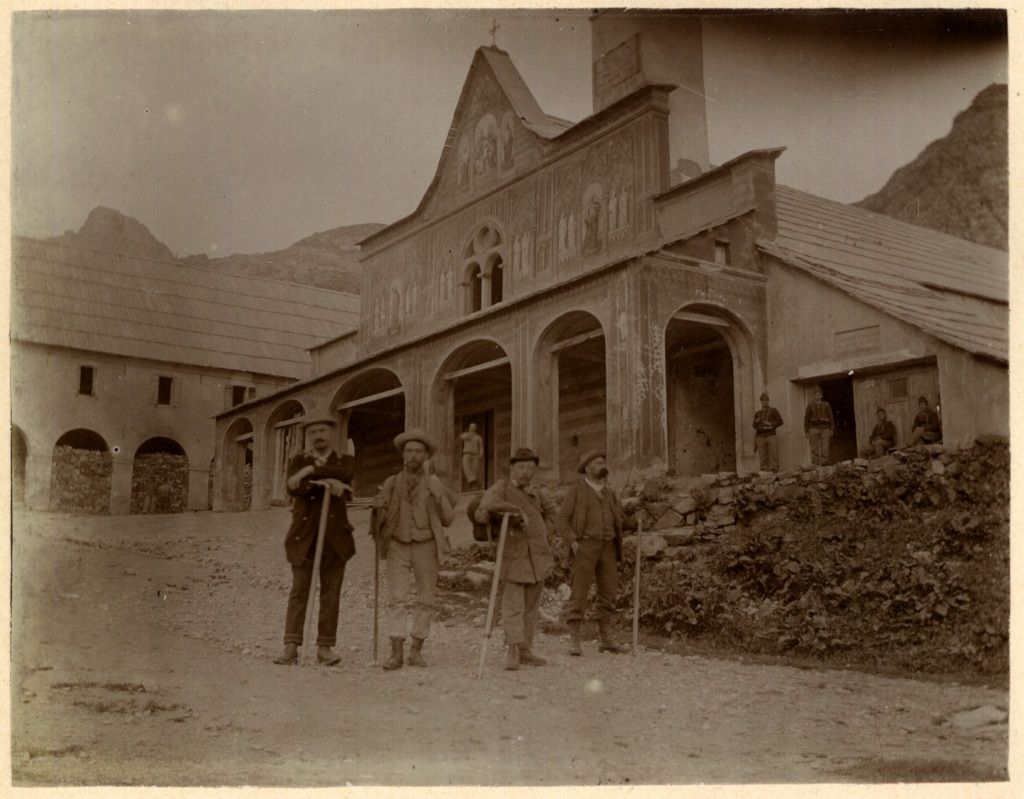
Groupe de gardiens-randonneurs en 1896 devant l'église du sanctuaire.

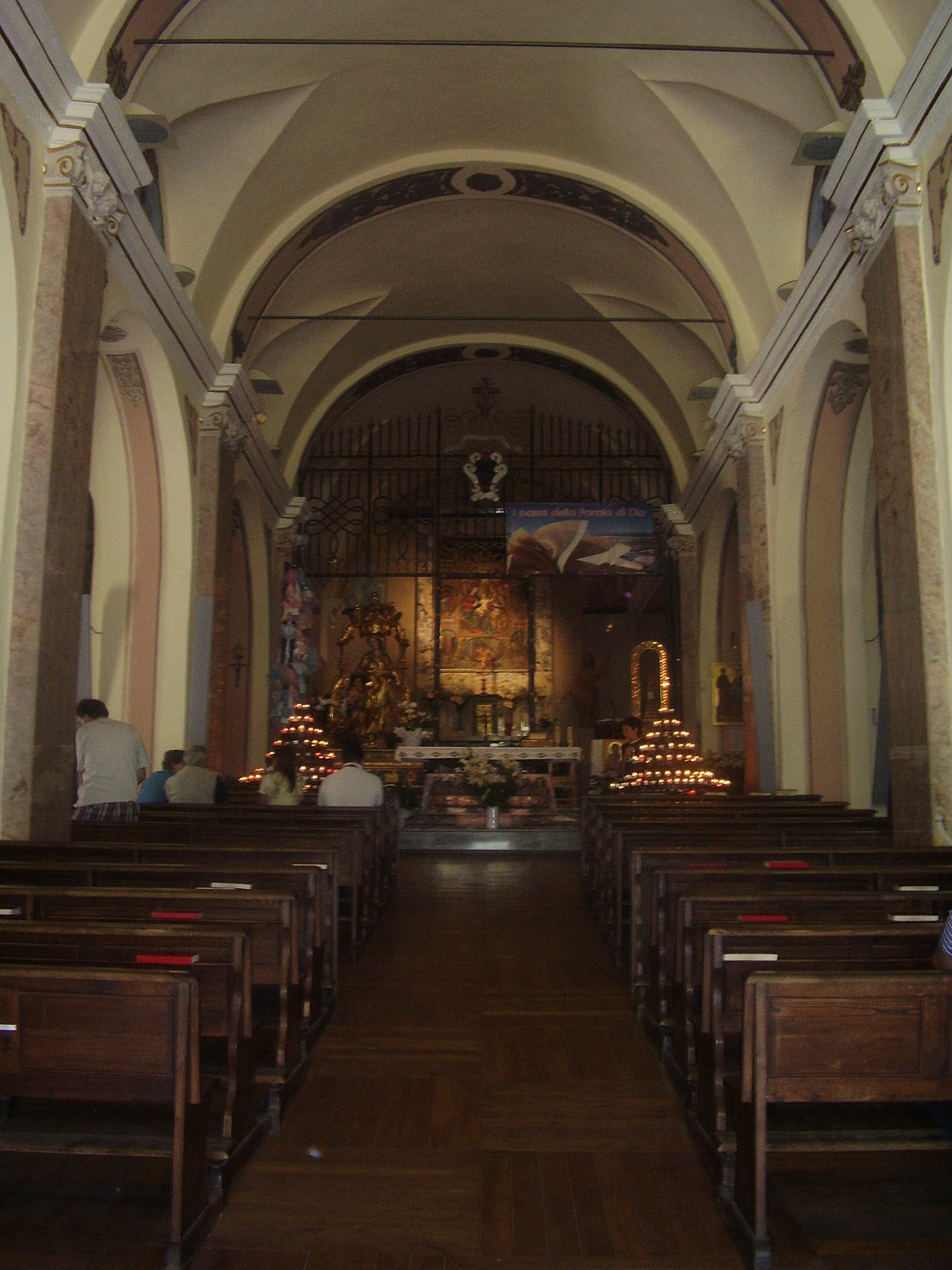
Intérieur du sanctuaire Sainte-Anne de Vinadio.

De 1793 à 1796, il est le théâtre de guerres liées aux événements de la Révolution française, ce qui l'oblige à presque repartir à zéro.
En 1860, c'est la construction d'un bâtiment pour les pèlerins et l'achèvement du cloître où se trouve aujourd'hui l'église en plein air.
En raison des lois sur la suppression des organismes ecclésiastiques et avec le concordat de 1929, le sanctuaire est rattaché au diocèse de Coni, ce qui lui permet de relancer la dévotion à sainte Anne, les activités pour la décoration du sanctuaire et la réception des pèlerins.
Pendant ce temps, la zone est fortement militarisée avec la construction de nombreuses casernes et quand, en 1940, la Seconde Guerre mondiale éclate, le sanctuaire et ses œuvres sont le théâtre d'opérations militaires avec pillage et dévastations.
Enfin, à partir de 1949, il y a un renouveau de travaux et d'activités, et depuis 1964 la route repavée rend l'accès plus facile aux visiteurs pouvant bénéficier de la tradition hospitalière et des installations rénovées.

## Curiosité
À environ 700 mètres du sanctuaire se trouve un grand rocher appelé « rocher de l'Apparition ». En haut de cette roche se trouve une statue de sainte Anne avec Marie regardant la bergère à la base de la pierre. Selon l'histoire, sainte Anne aurait dit à ce berger de construire une église dédiée aux parents de Marie. L'église a été construite sur cette pierre qui lui doit son inclination particulière du sol.

## Source
- (it) Cet article est partiellement ou en totalité issu de l’article de Wikipédia en italien intitulé « Santuario di Sant'Anna (Vinadio) » (voir la liste des auteurs).